# Материя Медика Диоскорида
Материя Медика или трактат О лекарственных веществах (лат. De materia medica) — фармакопея, содержащая сведения о лекарственных растениях, а также веществах и лекарственных препаратах, получаемых из них. Пять томов трактата были написаны примерно с 50 по 70 г. н.э. Педаниусом Диоскоридом, греческим врачом в римской армии. Данная книга широко использовалась на протяжении 1500 лет, и впоследствии, была пересмотрена и дополнена в эпоху Ренессанса. Материя Медика Диоскорида является одной из самых долгоживущих и не теряющих актуальности книг по фармакологии в истории. Она является предшественницей всех современных книг по фармакологии.
В работе описываются многие лекарственные растения, в том числе аконит, алоэ, безвременник, белена, опиум, лук, нард, костус. Всего охвачено около 600 растений, а также некоторые минералы и вещества животного происхождения, а также около 1000 лекарственных препаратов, изготовленных из них.
Книга Материя Медика была распространена в виде многочисленных богато иллюстрированных рукописей, переписанных вручную на греческом, латинском и арабском языках на протяжении всего средневекового периода. С 16 века текст Диоскорида был переведён на итальянский, немецкий, испанский и французский языки, а в 1655 году — на английский язык. Фармакопея Диоскорида легла в основу травников таких авторов как, как Леонхарт Фукс, Валерий Кордус, Лобелиус, Ремберт Додунс, Каролус Клузиус, Джон Джерард и Уильям Тернер. Постепенно эти травники дополнялись благодаря увеличению количества наблюдений и опыта авторов, и в конце концов классический текст Диоскорида вытеснялся.
До наших дней сохранилось несколько рукописей и ранние печатные версии Материи медики, в том числе иллюстрированная рукопись Венского Диоскорида, написанная на греческом языке в Константинополе в 6-м веке. Эта рукопись использовалась византийцами в качестве фармакопейного руководства чуть более тысячи лет. Сэр Артур Хилл видел монаха на Афоне, который все еще использовал копию Материи Медики Диоскорида для идентификации растений в 1934 году.

## Книга

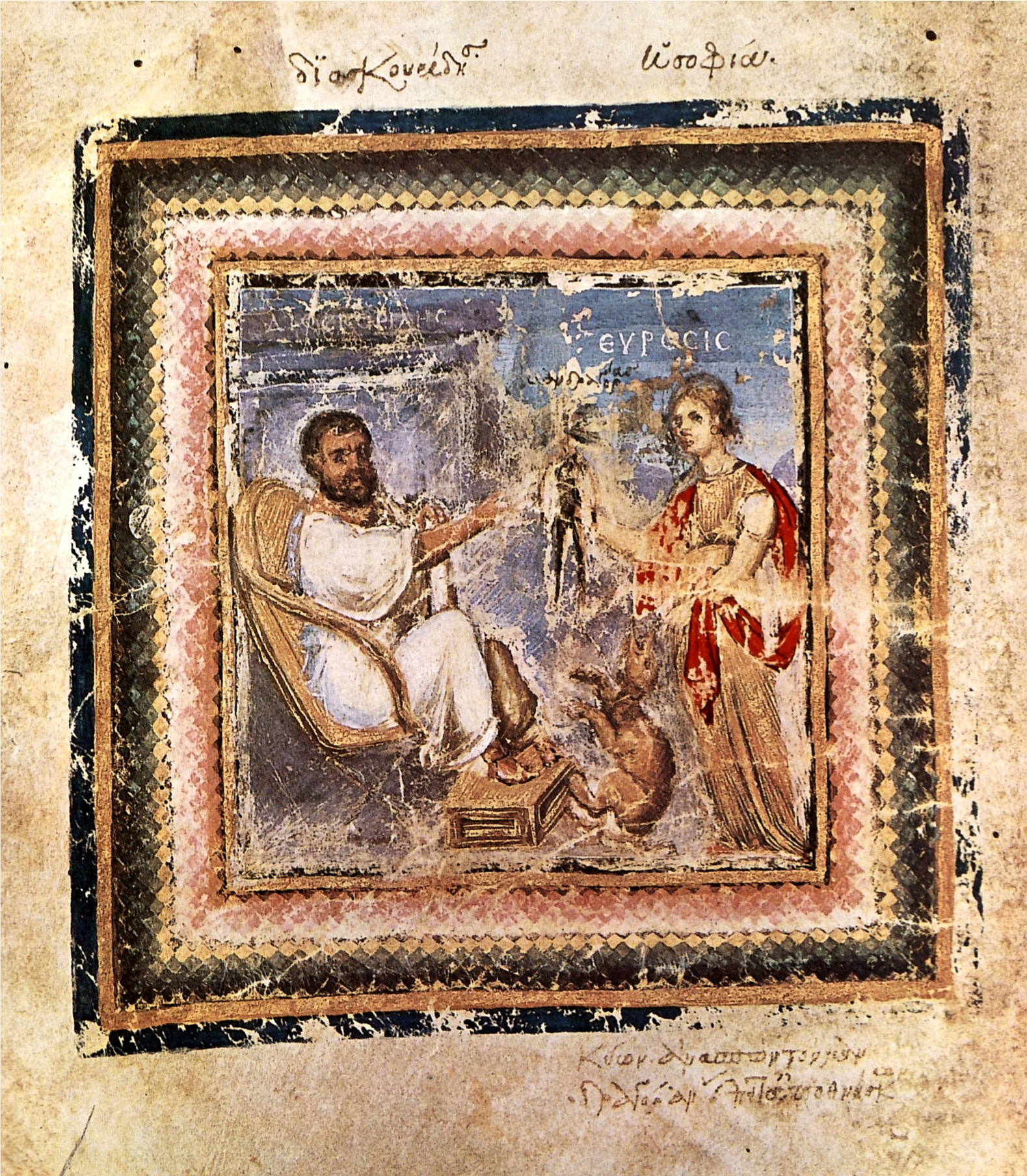
Диоскорид получает корень мандрагоры, манускрипт Венского Диоскорида, начало VI века

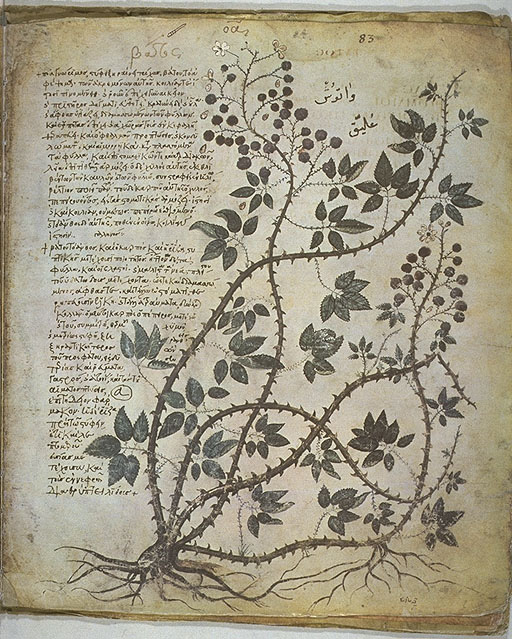
Ежевика, манускрипт Венского Диоскорида, начало VI века

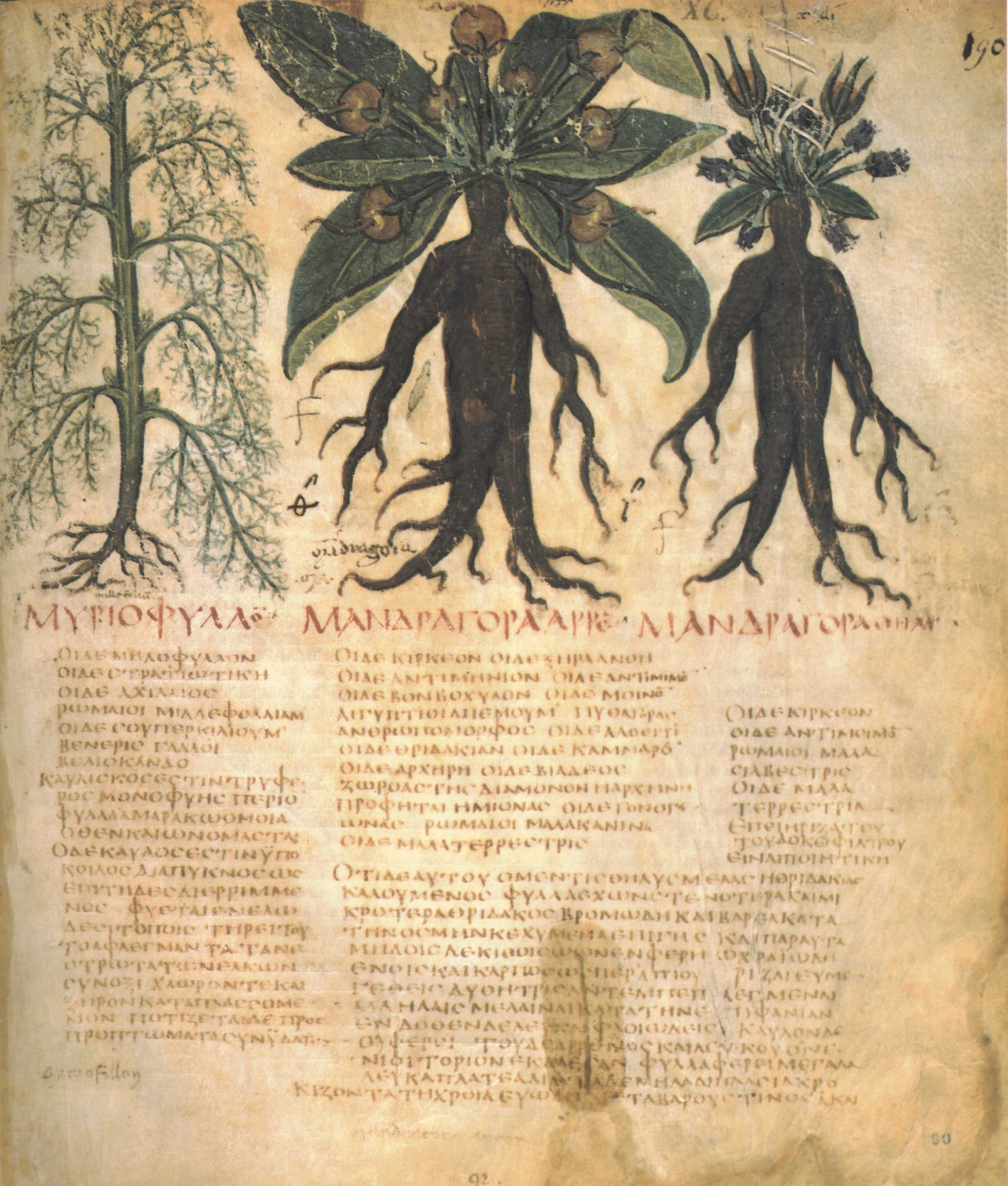
Мандрагора (написано 'ΜΑΝΔΡΑΓΟΡΑ' заглавными греческими буквами). манускрипт Неапольского Диоскорида, начало VII века

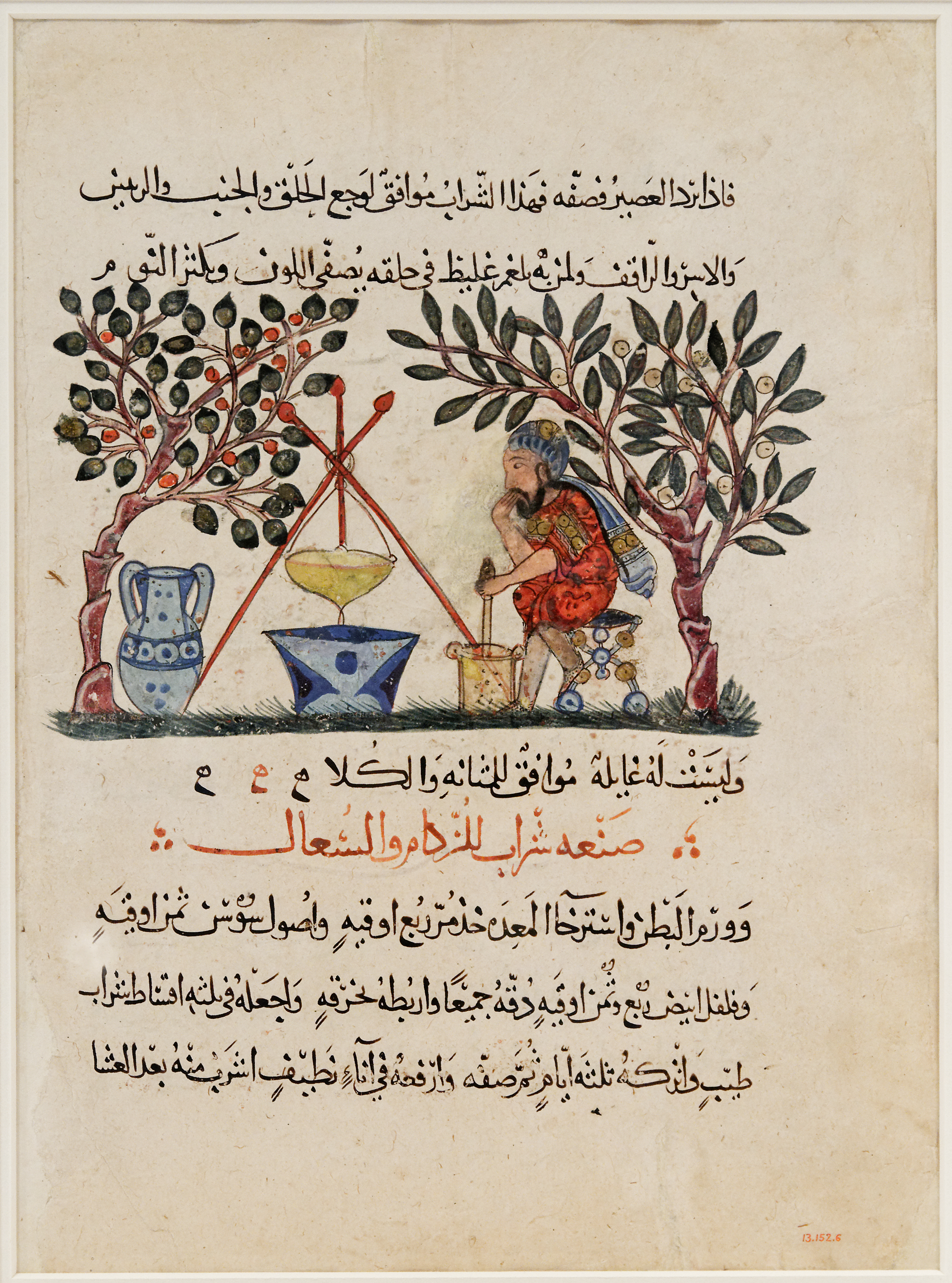
Врач создает эликсир, иллюстрация из арабского Диоскорида, 1224

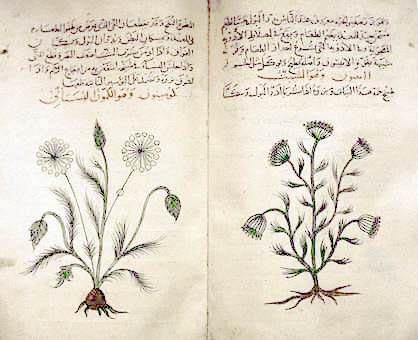
Тмин и укроп из арабского Диоскорида (книга простых слов, 1334)

Дискорид написал 5-томник Материи Медики между 50 и 70 г. н.э. будучи греческим врачем в римской армии. Трактат был написан на родном древнегреческом языке и назывался (др.-греч. Περὶ ὕλης ἰατρικῆς), "О лекарственных веществах". В западной Европе книга была больше известна как Материя Медика по латинскому заголовку лат. De materia medica. Диоскорид изучал фармакологию в Тарсе  Его книга стала основным реферативным трудом по фармакологии в средневековой Европе на протяжении 1500 лет  и стала предтечей всех современных фармакопейных книг .
В отличие от многих других классических трудов, De materia medica не была «открыта заново» в эпоху Возрождения, потому что никогда не выходила из обращения . В средневековый период Материя Медика была распространена на латыни, греческом и арабском языках. В эпоху Возрождения, начиная с 1478 года, трактат печатался также на итальянском, немецком, испанском и французском языках. В 1655 году Джон Гудьер сделал английский перевод с печатной версии .
Хотя текст Материи Медики копировался в рукописной форме на протяжении веков, он часто дополнялся комментариями и незначительными дополнениями из арабских и индийских источников. Сохранилось несколько ранних иллюстрированных рукописей Материи Медики. Самым известным является богато иллюстрированный Венский Диоскорид (или Кодекс Юлианы Аникии), написанный на греческом языке в византийском Константинополе в 512/513 году нашей эры. Иллюстрации растений из этой рукописи достаточно точны, чтобы их можно было идентифицировать, что невозможно в случаях с более поздними средневековыми рисунками растений из других копий книги. Некоторые из этих рисунков могли быть скопированы из утерянной рукописи, принадлежавшей прадеду Юлианы Аникии, Феодосию II, еще в начале 5 века . Неаполитанский Диоскорид и Диоскорид Моргана являются несколько более поздними византийскими рукописями на греческом языке, в то время как другие греческие рукописи сохранились до наших дней в монастырях на горе Афон. Так же до наших дней сохранились хорошо иллюстрированные арабские копии фармакопеи Диоскорида датированные XII и XIII веками. Исследователи Материи Медики отмечают в разных рукописях ошибки копирования, особенности перевода, добавления, удаления и переделки текста и иллюстраций, а также сочетание копирования из одной рукописи и исправления из другой.
Материя Медика Диоскорида является основным историческим источником информации о лекарственных растениях и фармакологических препаратах, использовавшихся древними греками, римлянами и представителями других народов древности. В трактате также отражены дакийские названия некоторых растений, которые в противном случае были бы утеряны. Всего в работе описано около 600 лекарственных растений, некоторые животные и минералы, а также около 1000 лекарственных микстур, изготовленных из этих материалов. Ботаникам не всегда было легко идентифицировать растения из книги Диоскорида по его кратким описаниям. Очень часто люди пытались сопоставить растения, которые им были известны, с растениями из описаний Диоскорида, что могло привести к ошибке идентификации лекарственного растения и катастрофическим последствиям.

## Стиль описания
Фармакопея Диоскорида дает значительное количество подробностей о каждом рассматриваемом растении или веществе, концентрируясь на использовании в медицинских целях, а также давая упоминание о других способах использования (например, в кулинарии) и подсказки для распознавания, если это необходимо. Например, в «Мекон Агриос и Мекон Эмерос», где описывается опиумный мак и родственные виды мака, Диоскорид утверждает, что семя одного из маков, который выращивают в садах, используется в кулинарии для приготовления хлеба: у него «несколько длинная головка и белое семя», а у другой дикий мак «имеет наклоненную вниз головку», а третий мак «более дикий, более лекарственный и более длинный, чем эти, с несколько длинной головкой — и все они оказывают охлаждающий эффект на тело». После этого краткого описания Диоскорид сразу переходит к фармакологии, сообщая, что "все упомянутые виды мака вызывают сон. Отвар пьют как напиток от бессонницы. Головки мака (растертые на мелкие кусочки) хороши при воспалении и роже (стрептококковой инфекции кожи). Головки мака варят в воде выпаривая до половины, а затем снова варят с мёдом до тех пор, пока не загустеет и получают микстуру, которая помогает при кашле, её капают в горло, также помогает при желудочных заболеваниях. Таким образом, описание каждого растения сочетает в себе идентификацию растительного материала, описание фармакологического эффекта и рецептуру для приготовления лекарств. При этом фармакологические эффекты препарата резюмируются и сопровождаются предупреждением о побочных эффектах при передозировке:

Небольшое его количество (взятое с зернышком эрвума) облегчает боль, вызывает сонливость и стимулирует пищеварение, помогает при кашле и заболеваниях брюшной полости. Слишком часто употребляемый в виде напитка он причиняет боль, делает мужчин вялыми и убивает. Полезен при болях; от болей в ушах закапывают в них в смеси с миндальным маслом, шафраном и смирной. При воспалении глаз употребляют с жареным яичным желтком и шафраном, а при рожистом воспалении и ранах — с уксусом; а при подагре с женским молоком и шафраном. Введённый пальцем в виде суппозитория, он вызывает сонливость.— Dioscorides—Mekon Agrios and Mekon Emeros
Затем Диоскорид описывает, как отличить хороший лекарственный препарат от поддельного. Он упоминает рекомендации других врачей, таких как, Диагор (согласно Эристрату), Андреас и Мнесидем, а затем сообщает, что все они ошибались, потому что их выводы опровергаются реальным опытом. Он заканчивает описанием того, как из мака получают жидкость, и перечисляет используемые для неё названия:chamaesyce, mecon rhoeas, oxytonon; papaver у Римлян, и wanti у Египтян.
Еще в эпоху Тюдоров и Стюартов в Британии травники часто классифицировали растения так же, как и Диоскорид, не по их морфологии и родству, а по тому, как они пахли и какой имели вкус, были ли они съедобны и какое лечебное применение у них было. Только когда европейские ботаники, такие как Матиас де л’Обель, Андреа Чезальпино и Август Квиринус Ривинус (Бахман), сделали все возможное, чтобы сопоставить известные им растения с теми, которые перечислены у Диоскорида, они смогли продвинуться дальше и создать новую систематику и классификацию растений, основанную на морфологическом сходстве частей растения (корней, стеблей, листья, цветков и плодов).

## Структура
Книга разделена на пять томов. Диоскорид упорядочил виды растений и веществ по определенному сходству, например, по ароматике. Такое упорядочивание не соответствуют ни одной современной классификации. По мнению Дэвида Саттона, классификация осуществляется по типу воздействия на организм человека 

### Том I: Ароматика
Том I охватывает ароматические масла, растения, из которых они получены, и мази, сделанные из них. К ним относятся, кардамон, нард, валериана, костус, кассия, корица, мирра, опопонакс, бальзам Гилеада, хмель, мастика, скипидар, сосновая смола, вереск, айва, яблоко, персик, абрикос, лимон, груша, мушмула, слива и многие другие.

### Том II: От животных к растениям
Том II охватывает широкий спектр живых существ: животные, включая морские виды, таких как морской ёж, морской конёк, трубач, мидия, краб, скорпион, электрический скат, гадюка, каракатица и многие другие; молочные продукты; крупы; овощи, такие как морская капуста, свёкла, спаржа; и травы, такие как чеснок, лук-порей, лук, каперсы и горчица.

### Том III: Корни, семена и травы
Том III содержит сведения о различных корнях, семенах и травах. Сюда включены: ревень, горечавка, лакрица, тмин, петрушка, любисток, фенхель и многие другие.

### Том IV: Корни и травы, продолжение
Том IV описывает дополнительные корни и травы, не вошедшие в Том III. К ним относятся такие травы как, соломонова печать, клематис, хвощ, нарцисс и многими другими.

### Том V: Виноградные лозы, вина и минералы
Том V посвящен виноградной лозе, вину, винограду и изюму. В этом томе также описаны сильные лечебные зелья и микстуры, приготовленные путем кипячения многих растений, включая мандрагору, морозник и различные соединения, такие как оксид цинка, медный купорос и оксид железа.

## Значение для развития фармакологии и медицины

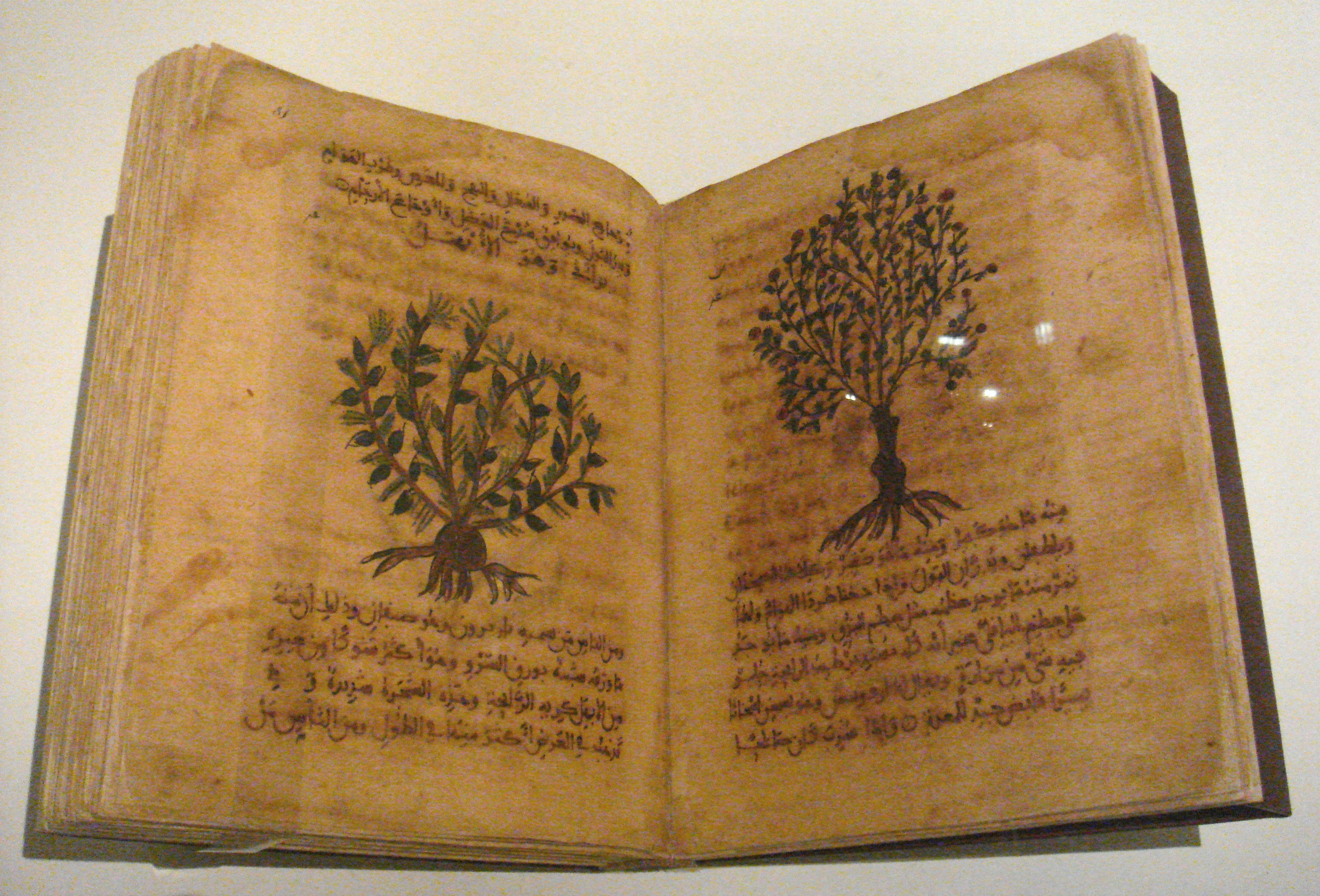
De materia medica на арабском языке in Arabic, Испания, 12-13 век

### Арабская медицина

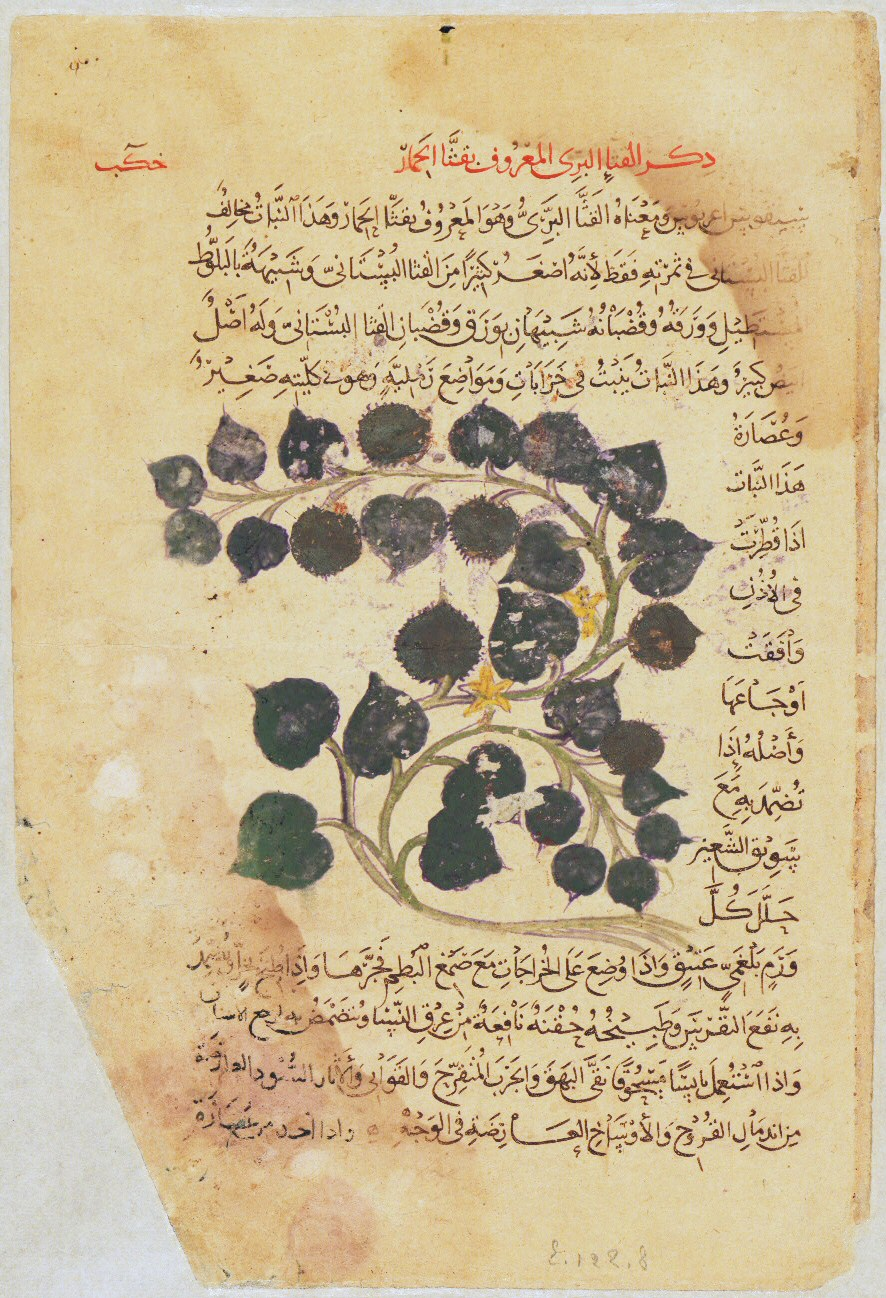
Описание дикого огурца в арабском Диоскориде, 13 век, Персия

Наряду с другими врачами Древнего Рима, Авлом Корнелием Цельсом, Галеном, Гиппократом и Сораном Эфесским, Диоскорид оказал значительное и продолжительное влияние на арабскую медицину, а также на медицинскую практику по всей Европе. Материя Медика была одной из первых научных работ, переведённых с греческого на арабский. Трактат был переведён сначала на сирийский язык, а затем на арабский в Багдаде в 9 веке

### В Европе

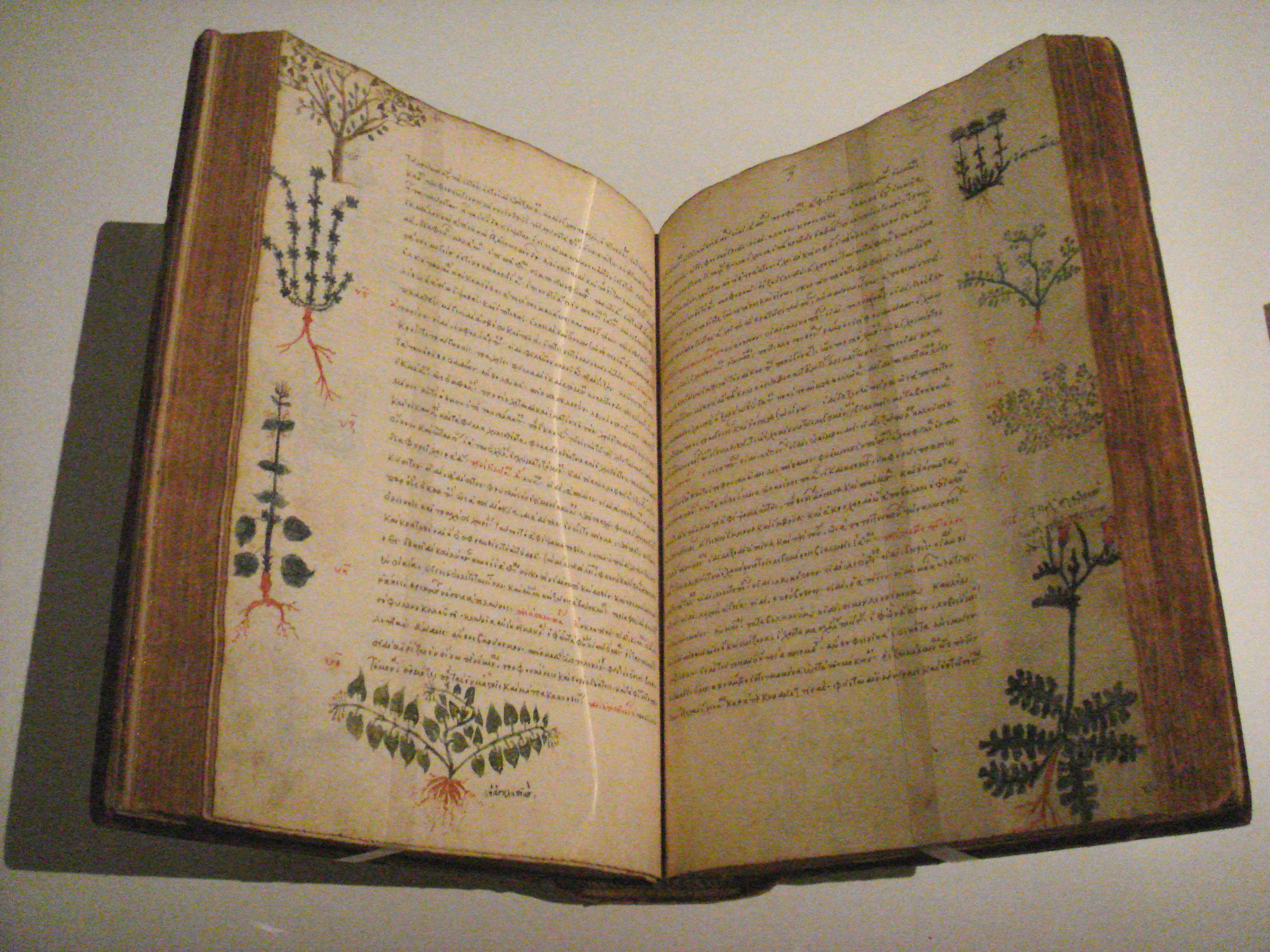
Византийская De materia medica, 15 век

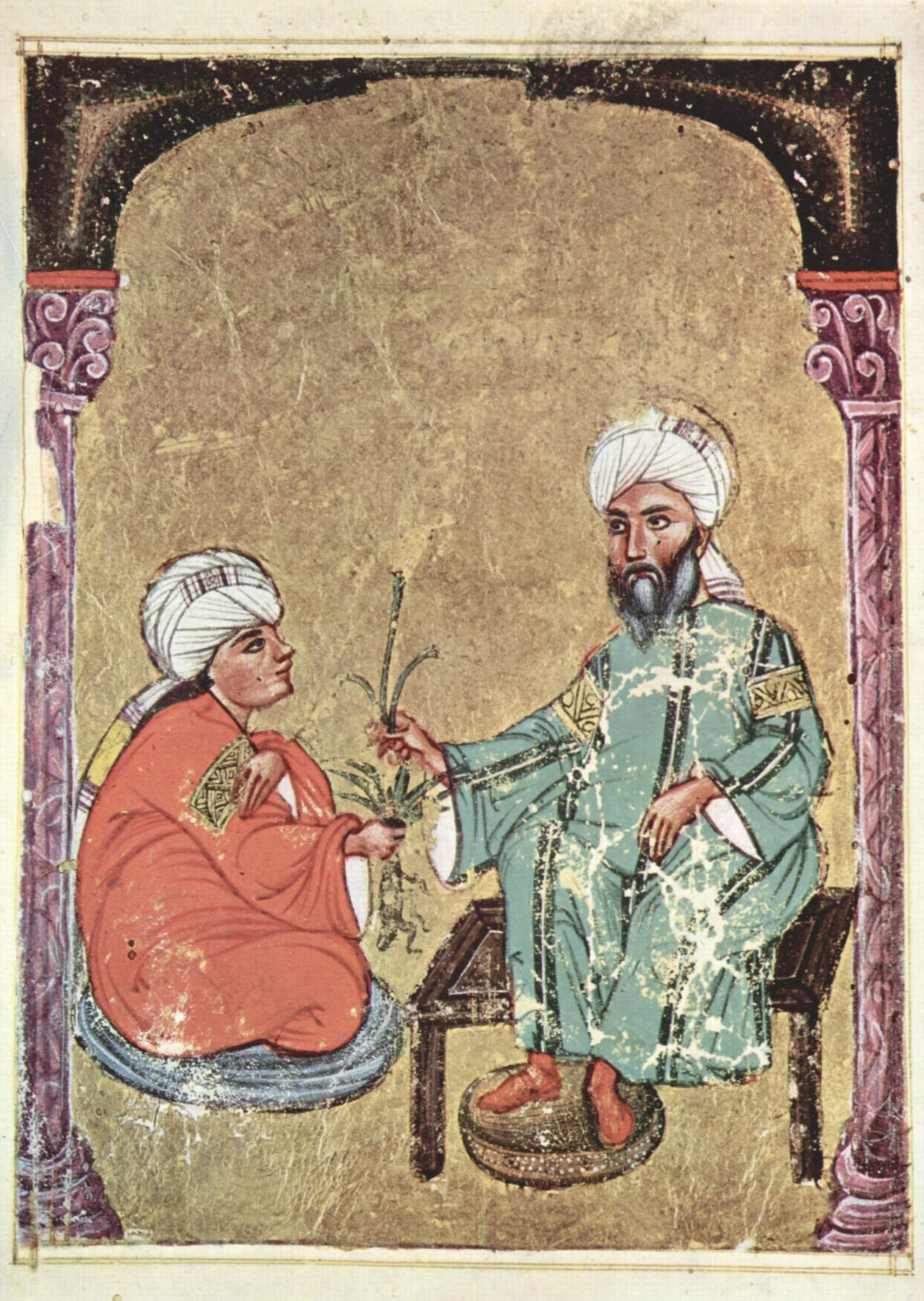
Лист из арабского манускрипта Диоскорида, De materia medica, 1229

В своей книге «Великие естествоиспытатели» историк Дэвид Саттон описывает Материю Медику Диоскорида как «одну из самых устойчивых работ по естествознанию, когда-либо написанных» и что «она легла в основу западных знаний о медицине на следующие 1500 лет».
Историк Мари Боас пишет, что травники полностью зависели от Диоскорида и Теофраста до 16 века, когда они наконец поняли, что могут работать самостоятельно. Она также отмечает, что в травниках разных авторов, таких как Леонард Фукс, Валерий Кордус, Лобелиус, Ремберт Додоэнс, Каролус Клузиус, Джон Джерард и Уильям Тернер, доминировал Диоскорид, его влияние только постепенно ослабевало по мере того, как травники 16-го века «научился добавлять и заменять свои собственные наблюдения».
Историк в области науки и медицины Паула Финдлен в Кембриджской истории науки называет De materia medica «одним из самых успешных и устойчивых травников древности, который подчёркивал важность понимания мира природы в свете его лечебных свойств», в отличие от естественной истории Плиния, которая подчёркивала чудеса природы или исследований естественной истории Аристотеля и Теофраста, которые в основном уделяли внимание причинам природных явлений. Историк Вивиан Наттон в книге «Древняя медицина», пишет, что «пять томов Диоскорида на греческом языке о лекарственных веществах достигли канонического статуса в поздней античности» . Историк Брайан Огилви называет Диоскорида «величайшим травником древности», а его фармакопею «Итогом древней описательной ботаники», отмечая, что ее успех был таким, что лишь немногие другие книги в этой области сохранились с классических времён. Кроме того, подход Диоскорида соответствовал особенностям описательной науки в эпоху Возрождения, в отличие от философского поиска сущности природы как в Historia Plantarum Теофраста. Важным моментом было решение Никколо Леоничено и других использовать труды Диоскорида как модели естественной истории.
Переводчик и редактор «Диоскорида» Тесс Энн Осбалдестон отмечает, что «в течение почти двух тысячелетий Диоскорид считался высшим авторитетом в области ботаники и медицины»   и что он «добился всеобщего одобрения, потому что его сочинения касались многих болезней человечества, что было наиболее полезно» . Чтобы подчеркнуть это, она заявляет, что «Диоскорид описывает много ценных лекарственных растений, включая аконит, алоэ, горькое яблоко, безвременник, белену и морскую капусту». Она сообщает, что в Материи Медике упоминается Ива как болеутоляющее средство - это предшественник аспирина, а так же осенний безвременник и опиум, который, однако, также является наркотиком. Многие другие вещества, которые описывает Диоскорид, остаются в современных фармакопеях как «второстепенные лекарственные компоненты, а также разбавители, ароматизаторы и смягчающие средства, такие как аммиак, анис, кардамон, корица , колоцинт, кориандр, крокус, укроп, фенхель, гальбанум, горечавка, болиголов, гиосциамус, лаванда, льняное семя, мастика, мужской папоротник, майоран, алтей, мезереон, горчица, мирра, нард, костус, ирис, дубовые галлы, оливковое масло, мята болотная, перец, мята перечная, мак, подорожник, ревень, розмарин, рута, шафран, кунжут, огурец дикий, крахмал, дельфиниум, бензойная смола, дурман, сахар, теребинт, тимьян, морозник белый, белокудренник белый и пырей — последний до сих пор используется как успокаивающее мочегонное средство». Китайские и индийские врачи продолжают использовать лакрицу. Диоскорид перечисляет абортивные препараты для женщин, и препараты для терапии инфекций мочевыводящих путей, обезболивающие при зубной боли, такие как колоцинт и другие, применяемые при кишечных болях, или для лечения кожных и глазных заболеваний. Помимо этих полезных веществ, она отмечает, что В Материи Медике записано несколько суеверных практик, например, использование эхия в качестве амулета для защиты от змей или полемонии от укусов скорпионов.
По мнению историка Паулы Де Вос, De materia medica составляла основу европейской фармакопеи до конца XIX века, предполагая, что «вневременность работ Диоскорида явилась результатом эмпирической традиции, основанной на пробах и ошибках. Этот трактат оставался актуальным из поколения в поколение, несмотря на социальные и культурные перемены и изменения в медицинской теории».
На горе Афон в северной Греции трактат «О лекарственных веществах» Диоскорида на оригинальном греческом языке, всё ещё использовался до 20-го века, как сообщил в 1934 году сэр Артур Хилл, директор Королевского ботанического сада в Кью: 

«В Карье есть официальный монах-ботаник. Это был замечательный старый монах с обширными знаниями о растениях и их свойствах. Хотя он был полностью одет в длинную черную рясу, он путешествовал очень быстро, обычно пешком, а иногда и на муле. "Флору" он носил с собой в большом черном объёмном мешке. Такой мешок был необходим, поскольку его "Флора" представляла собой не что иное, как четыре рукописных фолианта Диоскорида, которые, по-видимому, он сам переписывал. Эту "Флору" он неизменно использовался для определения любого растения, которое он не мог идентифицировать с первого взгляда, и он мог ориентироваться в своих книгах и определять свои растения, к своему собственному удовлетворению - с поразительной скоростью»"

### Издания
Примечание. Издания могут различаться как по тексту, так и по нумерации глав.
Греческий:
- Naples Dioscurides: Codex ex Vindobonensis Graecus 1 ca 500 AD, at Biblioteca Nazionale di Napoli  (итал.) site
  - English description, World Digital Library
- Edition of Karl Gottlob Kühn, being Volume XXV of his Medicorum Graecorum Opera, Leipzig 1829, together with annotation and parallel text in Latin
  - Book I - Book II - Book III - Book IV - Book V - Indices
- Edition of Max Wellman, Berlin 
  - Books I, II -  Books III, IV - Book V

Греческий и латинский
- Dioscorides. Libri octo graece et latine. Castigationes in eosdem libros :  []. — Paris : Arnold Birkmann, 1549. (Index in frontispiece)

Латинский:
- Edition of Jean Ruel 1552
  - Index - Preface - Book I - Book II - Book III - Book IV - Book V
- De Medica Materia : libri sex, Ioanne Ruellio Suesseionensi interprete, translated by Jean Ruel (1546).
- De Materia medica : libri V Eiusdem de Venenis Libri duo. Interprete Iano Antonio Saraceno Lugdunaeo, Medico, translated by Janus Antonius Saracenus (1598).

Английский:
- The Greek Herbal of Dioscorides ... Englished by John Goodyer A. D. 1655, edited by R.T. Gunter (1933).
- De materia medica, translated by Lily Y. Beck (2005). Hildesheim: Olms-Weidman.
- Dioscorides, Pedanius. De materia medica: Being an herbal with many other medicinal matters. Written in Greek in the first century of the common era. — Johannesburg : Ibidis, 2000. — Vol. 2. — ISBN 0-620-23435-0. (from the Latin, after John Goodyer 1655])

Французский:
- Edition of Martin Mathee, Lyon (1559) in six books

Греческий:
- Edition of J Berendes, Stuttgart 1902

Испанский:
- Edition of Andres de Laguna 1570  (фр.) site
- Andres de Laguna, published at Antwerp 1555, at Biblioteca Nacional de España  (исп.) site
- Dioscórides Interactivo Архивировано 10 апреля 2015 года. Ediciones Universidad Salamanca. Spanish and Greek.